# Sjeva Berachot
De Sjeva Berachot (Hebreeuws: שבע ברכות) of Sjeva Brooches (Nederlands-Jiddisch/Asjkenazische uitspr.) betekent letterlijk zeven zegeningen en refereert aan De Zeven Zegenspreuken die aan het einde van de choepa (huwelijksceremonie) worden uitgesproken of gezongen voor het drinken van de tweede beker wijn. 
Ook aan het einde van het feestmaal volgend op de huwelijksceremonie reciteert men bovenbedoelde zegeningen bij het bensjen (dankzegging na de maaltijd) alsmede zeven dagen volgend op het huwelijk waarbij het bruidspaar elke avond bij vrienden en familie voor een feestelijk maal wordt uitgenodigd.
Een andere benaming voor de Sjeva Berachot is Birkot Ni'soe'ien (Hebreeuws: ברכות נישואים), hetgeen huwelijkszegeningen betekent. 